# 전유정
전유정(1970년 5월 10일~)은 대한민국의 성우이다. 1994년 KBS에 입사했으며, 현재는 KBS 24기이다. 한국방송 성우극회 소속. 

## 주요 출연작품

### 애니메이션
- 달려라 바우 (KBS) - 고양이3 / 여학생3
- 달마의 시간여행 (SBS) - 선재
- 마법천사 루비 (KBS) - 레오
- 아기곰 루도빅 (KBS) - 웨니
- 인형공주 리카 (KBS) - 반장(미치타니 토모노리) / 하늘이
- 천방지축 아리짱 (재능TV) - 민들레

### 영화
- 꼬마돼지 베이브 (KBS)
- 뉴튼 보이즈 (KBS) - 루이스(베켓 그렘멜스) / 캐서린(제니퍼 미리암)
- 동거남녀 (KBS) - 샤우통 친구
- 동창회 대소동 (KBS) - 에이미
- 로코 (KBS) - 기울리아
- 마니 (KBS) - 여비서
- 맨발의 경영자 (KBS) - 메리
- 뮤직 오브 하트 (KBS) - 과달루페(조 스턴바크-터브먼)
- 벽혈남천 (SBS)
- 사랑과 영혼 (SBS)
- 사이먼비치 (KBS)
- 스컬스 (KBS)
- 식스 센스 (KBS) - 탐(트레버 모건)
- 아이를 빌려드립니다 (KBS)
- 엠파이어 레코드 (KBS) - 경찰
- 여자의 용기 (SBS)
- 자칼 (KBS) - 매기
- 차스키 차스키 (KBS) - 사라 (마리아 하젤)

### 외화
- 대지진 10.5 (KBS) - 오웬의 아들(J.R. 메사도)

### 게임
- 리플레이2